# Yoo Joo-eun
Yoo Joo-eun (koreanisch: 유주은; * 3. Mai 1995 in Gyeonggi-do; † 29. August 2022 ebenda) war eine südkoreanische Schauspielerin.

## Biografie
Sie wurde in Südkorea als jüngeres von zwei Geschwistern geboren. Yoo schloss die Korea National University of Arts ab. 2018 spielte sie in der Serie Big Forest mit. Danach trat Yoo als Nebendarsteller in der Fernsehserie Joseon saengjon-gi unter der Regie von Jang Yong-woo auf. In dieser Serie spielte sie die Figur Choseon. Sie wurde am 29. August 2022 tot in ihrer Wohnung aufgefunden. Ihr Bruder bestätigte in einer Erklärung, dass sie Selbstmord begangen hatte und sie hinterließ einen Abschiedsbrief. Yoo wurde 27 Jahre alt.

## Filmografie
- 2018: Big Forest
- 2019: Joseon saengjon-gi
- 2019–2020: Du beon-eun eopda